# Pobočné tábory Auschwitz

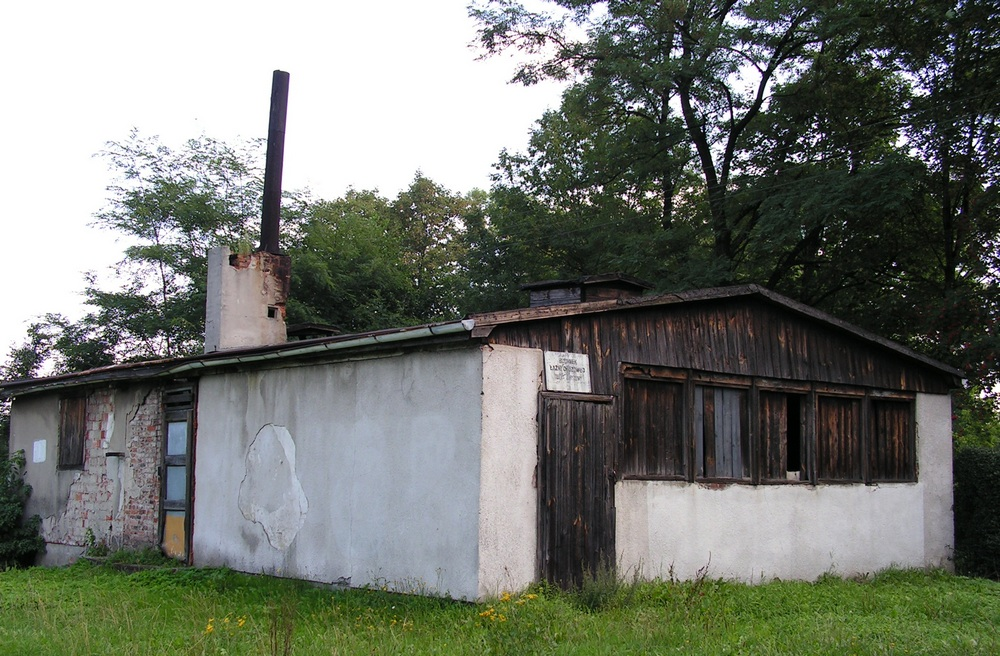
Táborová umývárna v táboře "Jawischowitz" v dnešních Jawiszowicích

Pobočné tábory táborového komplexu Auschwitz je souhrnné označení pro převážně pracovní tábory fungující vedle třech hlavních osvětimských táborů označovaných jako Auschwitz I–III. Smyslem jejich vzniku byla zpočátku pouze potřeba ekonomicky zabezpečit existenci hlavních táborů. V pozdějších letech pak začala dominovat snaha o maximální využití levné vězeňské pracovní síly pro válečný průmysl.
Některé z nich fungovaly pouze na přechodnou dobu, většina však přetrvala až do osvobození.
Do roku 1943 podléhaly všechny pobočné tábory bezprostředně hlavnímu velitelství v kmenovém táboře Auschwitz I. Po administrativním rozdělení táborů v listopadu 1943 byly přiděleny tábory zemědělského charakteru pod správu Auschwitz II – Birkenau a tábory průmyslového charakteru pod Auschwitz III – Monowitz.
V roce 1943 pracovalo pobočných pracovních táborech Horního Slezska přes 17 500 vězňů a v roce 1944 to již bylo více než 41 500 .
Dva z pobočných osvětimských táborů se nacházely na území župy Sudety: Freudenthal v Bruntále a Lichtewerden v Lichtvardu (dnes část obce Světlá v obci Světlá Hora) a jeden se nacházel na území Protektorátu Čechy a Morava: tábor Brünn v Brně.

## Pobočné tábory zemědělského charakteru
| Č. | Název tábora          | Místo                              | Doba existence                                               | Účel                                                               | Počet vězňů                                                 | Pronajímatel                |
| -- | --------------------- | ---------------------------------- | ------------------------------------------------------------ | ------------------------------------------------------------------ | ----------------------------------------------------------- | --------------------------- |
| 1. | Geflügelfarm Harmense | Chovatelská stanice Harmęże        | prosinec 1941 - leden 1945                                   | chov drůbeže, králíků, ryb                                         | průměrně 70                                                 | pro potřeby KL              |
| 2. | Wirtschaftshof Budy   | Budy, dnes součástí obce Brzeszcze | duben 1942 - leden 1945, s přestávkou na přelomu let 1942-43 | zemědělské práce, chov dobytka, lesní práce, stavba hráze na Wisle | asi 400 v táboře mužském, okolo 450 v táboře ženském        | pro potřeby KL              |
| 3. | Wirtschaftshof Babitz | Babice u Osvětimi                  | březen 1943 - leden 1945                                     | zemědělské práce                                                   | muži asi 160, ženy asi 180, v konečné fázi celkem kolem 500 | pro potřeby KL              |
| 4. | Birkenau              | Březinka                           | 1943 - leden 1945                                            | zemědělské práce                                                   | více než 200 (204)                                          | pro potřeby KL              |
| 5. | Raisko                | Rajsko                             | červen 1943 - leden 1945                                     | zahradnictví, zemědělství, vědecký výzkum získávání kaučuku        | Asi 300 - 350 žen                                           | pro potřeby KL a výzkumy SS |
| 6. | Wirtschaftshof Plawy  | Pławy                              | prosinec 1944 - leden 1945                                   | chov dobytka                                                       | asi 200 mužů a od ledna 1945 také 200 žen                   | pro potřeby KL              |

## Pobočné tábory průmyslového charakteru
| Č.  | Název tábora                        | Místo                           | Doba existence                 | Účel                                                                               | Počet vězňů                             | Pronajímatel                                              |
| --- | ----------------------------------- | ------------------------------- | ------------------------------ | ---------------------------------------------------------------------------------- | --------------------------------------- | --------------------------------------------------------- |
| 7.  | Golleschau                          | Holešov                         | červenec 1942 - leden 1945     | cementárna, kamenolom                                                              | asi 1000                                | Ostdeutsche Baustoffwerke GmbH                            |
| 8.  | Jawischowitz                        | Jawiszowice                     | srpen 1942 - leden 1945        | práce v dolech, stavba důlní elektrárny Kraftwerk "Andreas".                       | okolo 2500                              | Herman Göring Werke                                       |
| 9.  | Aussenkommando Chelmek              | Chełmek                         | říjen 1942 - prosinec 1942     | prohlubování a čištění rybníka                                                     | Asi 150                                 | továrna na obuv Ota Schlesische Schuhwerke ("dříve Baťa") |
| 10. | Monowitz (Buna)                     | Monowice                        | říjen 1942 - leden 1945        | chemické závody                                                                    | zpočátku 4000, ke konci až 11000 osob   | IG Farbenindustrie                                        |
| 11. | Eintrachthütte                      | Świętochłowice                  | květen 1943 - leden 1945       | zbrojní závody, výroba protileteckých zbraní                                       | nejvyšší stav vězňů - 1374 (srpen 1944) | Berghütte                                                 |
| 12. | Neu-Dachs                           | Jaworzno                        | červen 1943 - leden 1945       | práce v dolech, stavba elektrárny "Wilhelm"                                        | 3200-3700                               | Energieversorgung Oberschlesien Aktiengesellschaft (EVO)  |
| 13. | Fürstengrube                        | Wesoła u Mysłowic               | září 1943 - leden 1945         | práce v dolech, stavba nového dolu                                                 | 700-1200                                | IG Farbenindustrie                                        |
| 14. | Janinagrube (Gute Hoffnung)         | Libiąż                          | září 1943 - leden 1945         | práce v dolech                                                                     | zpočátku 300, ke konci až 877           | IG Farbenindustrie                                        |
| 15. | Lagischa                            | Łagisza                         | září 1943 - září 1944          | montážní práce, obsluha jeřábů, stavební práce                                     | asi 1000                                | Energie-Versorgung Oberschlesien AG                       |
| 16. | Günthergrube                        | Lędziny                         | únor 1944 - leden 1945         | práce v dolu "Piast" a stavba dolu "Günther"                                       | 300-600                                 | IG Farbenindustrie                                        |
| 17. | Gleiwitz I                          | Gliwice                         | březen 1944 do leden 1945      | opravy vozového parku                                                              | asi 1300                                | Reichsbahnausbesserungswerk                               |
| 18. | Laurahütte                          | Siemianowice Śląskie            | březen/duben 1944 - leden 1945 | výroba protiletadlových děl                                                        | méně než 1000                           | Rheenmetall Borsig AG                                     |
| 19. | Blechhammer                         | Sławięcice u Blachowni Śląskiej | duben 1944 - leden 1945        | výstavba chemických závodů                                                         | 3-4000 mužů, 200 žen                    | O/S Hydrierwerke AG                                       |
| 20. | Bobrek                              | Bobrek u Osvětimi               | květen 1944 - leden 1945       | výroba zařízení do letadel a ponorek                                               | 50-213 mužů, asi 50 žen                 | Siemens-Schuckert                                         |
| 21. | Gleiwitz II                         | Gliwice                         | květen 1944 - ledem 1945       | výroba plynových sazí, výstavba továrny, oprava strojů, třídění stavebních surovin | asi 1000                                | Deutsche Gasrusswerke                                     |
| 22. | Sosnowitz II                        | Sosnowiec                       | květen 1944 - leden 1945       | odlévání hlavní na protiletadlová děla                                             | asi 900                                 | Ost Maschinenbau GmbH (Berghüte)                          |
| 23. | Gleiwitz III                        | Gliwice                         | červenec 1944 - leden 1945     | výroba železničních kol, zbrojní výroba                                            | 450-600                                 | Zieleniewski - Maschinen und Waggonbau GmbH - Krakau      |
| 24. | Hindenburg                          | Zabrze                          | srpen 1944 - leden 1945        | výroba zbraní a munice                                                             | Asi 400-500 žen a 70 mužů               | Vereinigte Oberschlesische Hüttenwerke AG (Oberhütten)    |
| 25. | Trzebinia                           | Trzebionka u Trzebini           | srpen 1944 - leden 1945        | výstavba rafinerie                                                                 | 600-800                                 | Erdölrafinerie Trzebinia GmbH                             |
| 26. | Tschechowitz - Bombensucherkommando | Czechowice-Dziedzice            | srpen 1944 - září 1944         | odstraňování nevybuchlých bomb po náletech                                         | asi 100                                 | Reischsbahn                                               |
| 27. | Althammer                           | Stara Kuźnia u Halemby          | září 1944 - leden 1945         | Stavba elektrárny                                                                  | asi 500                                 | /-/                                                       |
| 28. | Bismarckhütte                       | Chorzów-Batory (Hajduki)        | září 1944 - leden 1945         | výroba děl a obrněných vozů                                                        | asi 200                                 | Berghütte                                                 |
| 29. | Charlottengrube                     | Rydułtowy                       | září 1944 - leden 1945         | důlní práce                                                                        | asi 1000                                | Hermann Göring Werke                                      |
| 30. | Neustadt                            | Prudnik                         | září 1944 - leden 1945         | práce v textilních závodech                                                        | asi 400 žen                             | Schlesische Feinweberei AG                                |
| 31. | Tschechowitz-Vacuum                 | Czechowice-Dziedzice            | září 1944 - leden 1945         | likvidace rozbombardovaných objektů, stavební práce, oprava cest a kolejí          | do 600                                  | /-/                                                       |
| 32. | Hubertushütte                       | Łagiewniki                      | prosinec 1944 - leden 1945     | práce v hutích                                                                     | 200                                     | Berghütte-Königs und Birmarckhütte AG                     |
| 33. | Freudenthal                         | Bruntál (Sudety)                | 1944 - I 1945                  | zpracování ovoce                                                                   | 301 žen                                 | Emmerich Machold                                          |
| 34. | Lichtewerden                        | Světlá (Sudety)                 | listopad 1944 do leden 1945    | továrna na výrobu nití                                                             | asi 300 žen                             | G.A. Buhl und Sohn                                        |

## Pobočné tábory jiného charakteru
| Č.  | Název tábora                   | Místo                             | Doba existence                   | Účel                                                                 | Počet vězňů                                           | Pronajímatel                                       |
| --- | ------------------------------ | --------------------------------- | -------------------------------- | -------------------------------------------------------------------- | ----------------------------------------------------- | -------------------------------------------------- |
| 35. | Sosnitz                        | Sośnica u Osvětimi                | červenec 1940 - srpen 1940       | likvidace objektů po zajateckém táboře                               | asi 30                                                | pro potřeby KL                                     |
| 36. | SS-Hütte Porombka              | Międzybrodzie                     | říjen/listopad 1940 - leden 1945 | Stavba a obsluha rekreačního zařízení pro SS                         | Stavba: několik desítek mužů, obsluha: několik žen    | pro potřeby SS                                     |
| 37. | Altdorf                        | Stara Wieś u Pszczyny             | říjen 1942 - jaro 1943           | lesní práce                                                          | asi 20                                                | Oberforstamt Pless (Vrchní lesnický úřad Pszczyna) |
| 38. | Radostowitz                    | Radostowice u Pszczyny            | 1942 - 1943 s přestávkou v zimě  | lesní práce                                                          | asi 20                                                | Oberforstamt Pless (Vrchní lesnický úřad Pszczyna) |
| 39. | Kobier (Aussenkommando Kobier) | Kobiór                            | podzim 1942 - září 1943          | lesní práce                                                          | asi 150                                               | Oberforstamt Pless (Vrchní lesnický úřad Pszczyna) |
| 40. | Brünn                          | Brno (Protektorát Čechy a Morava) | říjen 1943 - duben 1945          | dokončovací stavební práce na budově Technické Akademie SS a Policie | 250 (říjen 1943),150 (prosinec 1943),30 (květen 1944) | pro potřeby SS                                     |
| 41. | Sosnowitz (I)                  | Sosnowiec                         | srpen 1943 - únor 1944           | rekonstrukce budovy Marktstr.12 (ul.Targowa 12)                      | asi 100                                               | /-/                                                |
| 42. | Gleiwitz IV                    | Gliwice                           | červen 1944 - leden 1945         | stavba kasáren, oprava vozidel, práce na gliwickém kanálu            | několik set                                           | pro potřeby SS                                     |
| 43. | Sonderkommando Kattowitz       | Katowice                          | leden 1944 - leden 1945          | stavba krytu a budovy pro gestapo                                    | 10                                                    | Gestapo                                            |
| 44. | 2 SS Bauzug                    | Karlsruhe, později Stuttgart      | září 1944 - říjen 1944           | Odstraňování škod po bombardování                                    | asi 500, ubytování ve vlaku                           | Úřad C SS-WVHA                                     |